# Cronologia Chișinăului

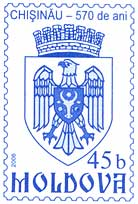
Stema Chișinăului, timbru poștal moldovenesc

Istoria cronologică a orașului începând cu cele mai vechi timpuri:
- sec. al VI-lea î.Hr. – sec. al IV-lea î.Hr.: Pe locul actualului oraș locuiau în mici localități despărțite autohtonii daco-geți, fapt confirmat de vestigiile arheologice descoperite pe teritoriul orășelului Durlești, în Valea Gâștelor, la hotarele satului Revaca și în sectorul Mălina Mică.
- sec. al V-lea – începutul sec. al XIII-lea: Teritoriul orașului este parte componentă a așa-ziselor voievodate, romanii orientale, în care oamenii viețuiau în codri și se conduceau de obiceiul pământului. Autohtonii trăiesc în sate mici a câte 10-15 case-bordeie. În sec. al VIII-lea – al IX-lea se încheie procesul de formare a limbii și etniei române în urma asimilării treptate de către populația daco-romană a unor grupuri de slavi și a altor elemente alolingve (migratoare), stabilite mai târziu în spațiul carpato-dunărean.
- 1241 – cca 1360: Teritoriul orașului se găsește sub stăpânirea tătarilor din Hoarda de Aur. În acest timp lângă populația autohtonă se stabilește și un grup de tătari, fapt evocat mai târziu prin denumirea Seliștea Tătărească, situată încă în prima jumătate a secolului al XV-lea în stânga râului Bâc, la est de fostul sat Visterniceni. Începând cu finele sec. al XIV-lea, populația autohtonă și teritoriul amintit trec sub oblăduirea permanentă a domnitorilor moldoveni.
- 1436, 17 iulie: Prima atestare documentară a localității de ...lângă Bâc, situată ...pe valea ce cade în dreptul Cheșenăului lui Acbaș, în care se semnalează o danie întărită de domnitorii Ilie și Ștefan logofătului Oancea.

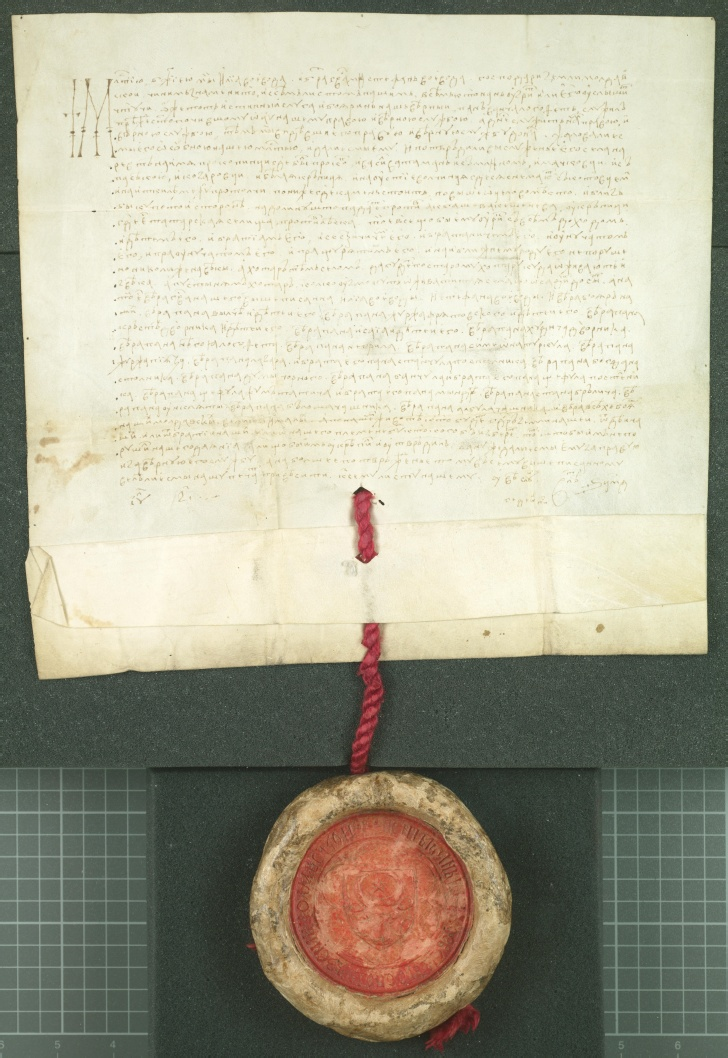
Hrisovul din 17 iulie 1436 care atestă pentru prima dată Chișinăul

- 1466: Seliștea Chișinău este întărită de Ștefan cel Mare unchiului său Vlaicu.
- 1575, 15 martie: Un document scris în română este zapisul prin care Vasco împreună cu femeia și feciorii lui vând partea lor de ocină din satele Brițcani, Geamenele, Bălți și Chișinău lui Trifan sasul și soția acestuia.
- 1677: Prima atestare documentară a Chișinăului ca oraș.
- 1739: Răscoala din oraș împotriva turcilor. Incendierea orașului de către turci.
- 1752: Înălțarea bisericii Măzărache.
- 1772 – 1774: Este efectuat primul recensământ general al populației Moldovei, în registre fiind trecute și localitățile Chișinău, Ghețîoani, Durlești, Buiucani.
- 1777: A fost finisată construcția bisericii Sf. Constantin și Elena.
- 1809, 20 iulie: Sfințirea bisericii Sf. Ilie.
- 1812:
- 1813: Deschiderea Seminarului Teologic.
  - 21 august: S-a înființat Eparhia Chișinăului în frunte cu mitropolitul Basarabiei Gavriil Bănulescu-Bodoni, român ardelean de baștină.
- 1815, 3 august: La Tipografia Eparhială din Chișinău apare Liturghia – prima carte bisericească scrisă în limba română.
- 1817, 27 septembrie: A luat ființă Societatea Biblică întru răspândirea cuvântului lui Dumnezeu în limba română.
- 1820: Apar primele școli lancasteriene.
  - septembrie (și în iulie 1823): Aflarea lui Alexandr Pușkin la Chișinău.
- 1821, 30 martie: S-a stins din viață mitropolitul Basarabiei Gavriil Bănulescu-Bodoni. A fost înmormântat la Mănăstirea Căpriana.
- 1825, 3 august: Printr-un ucaz instituțiile basarabene au fost subordonate Imperiului Rus. Un articol preciza: „Senatul în deciziile sale trebuie să se ghideze de legile și obiceiurile locale ale regiunii basarabene”.
- 1828: Inaugurarea unei școli județene.
- 1829 – 1834: S-a construit fântâna arteziană Fantal, care alimenta orașul cu apă.
- 1832, 22 august: Deschiderea Bibliotecii Publice a Primăriei.
- 1833, 12 septembrie: Inaugurarea Liceului Regional din Chișinău, unde se studia și limba română. Aici și-au făcut studiile Bogdan Petriceicu-Hasdeu, fabulistul Ion Sârbu, Zamfir Arbore, Constantin Stere ș.a. După Unirea din 1918 liceul se va numi „B. P. Hasdeu”.
- 1834, 2 iulie: Se aprobă Planul de sistematizare a orașului Chișinău.
- 1836: Construcția Bisericii Haralambie.

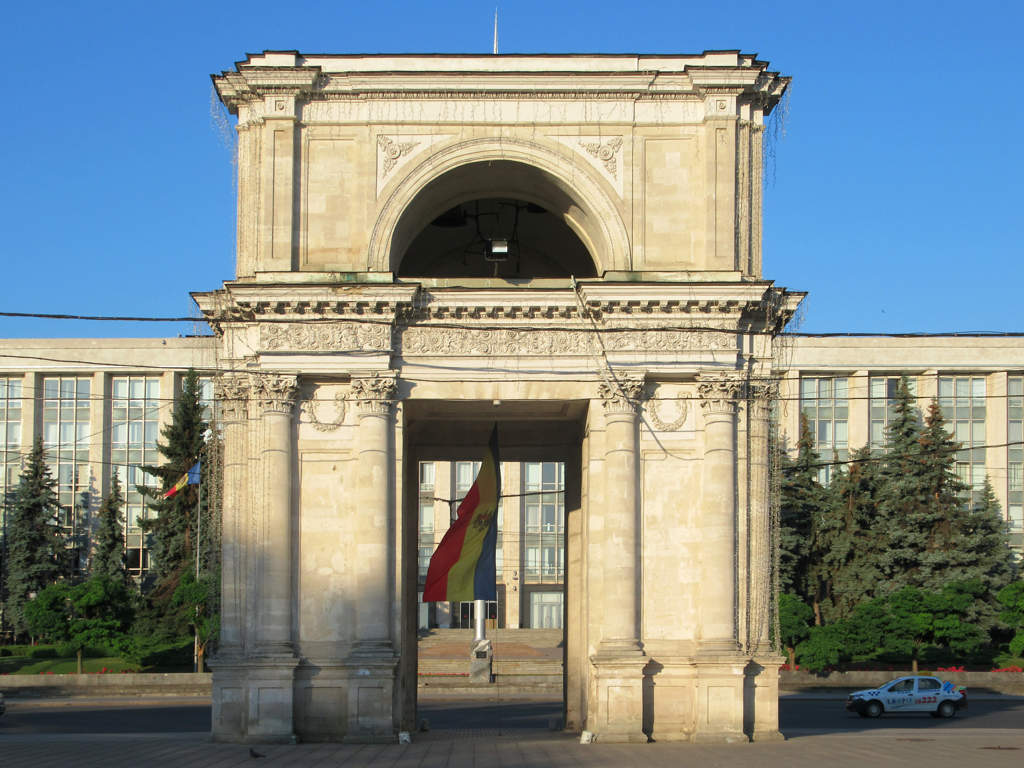
Arcul de Triumf

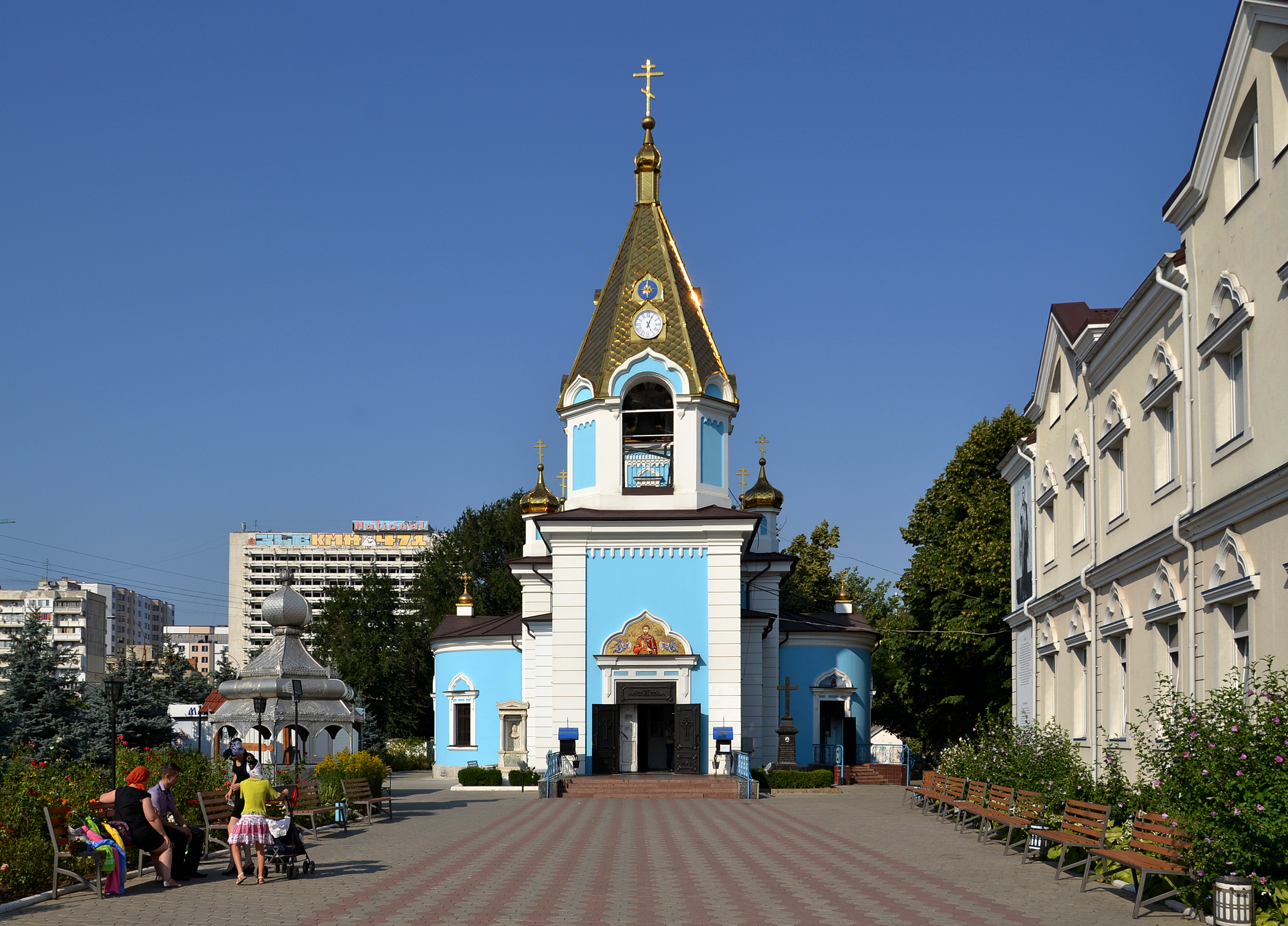
Catedrala Sf. T. Tiron din Chișinău

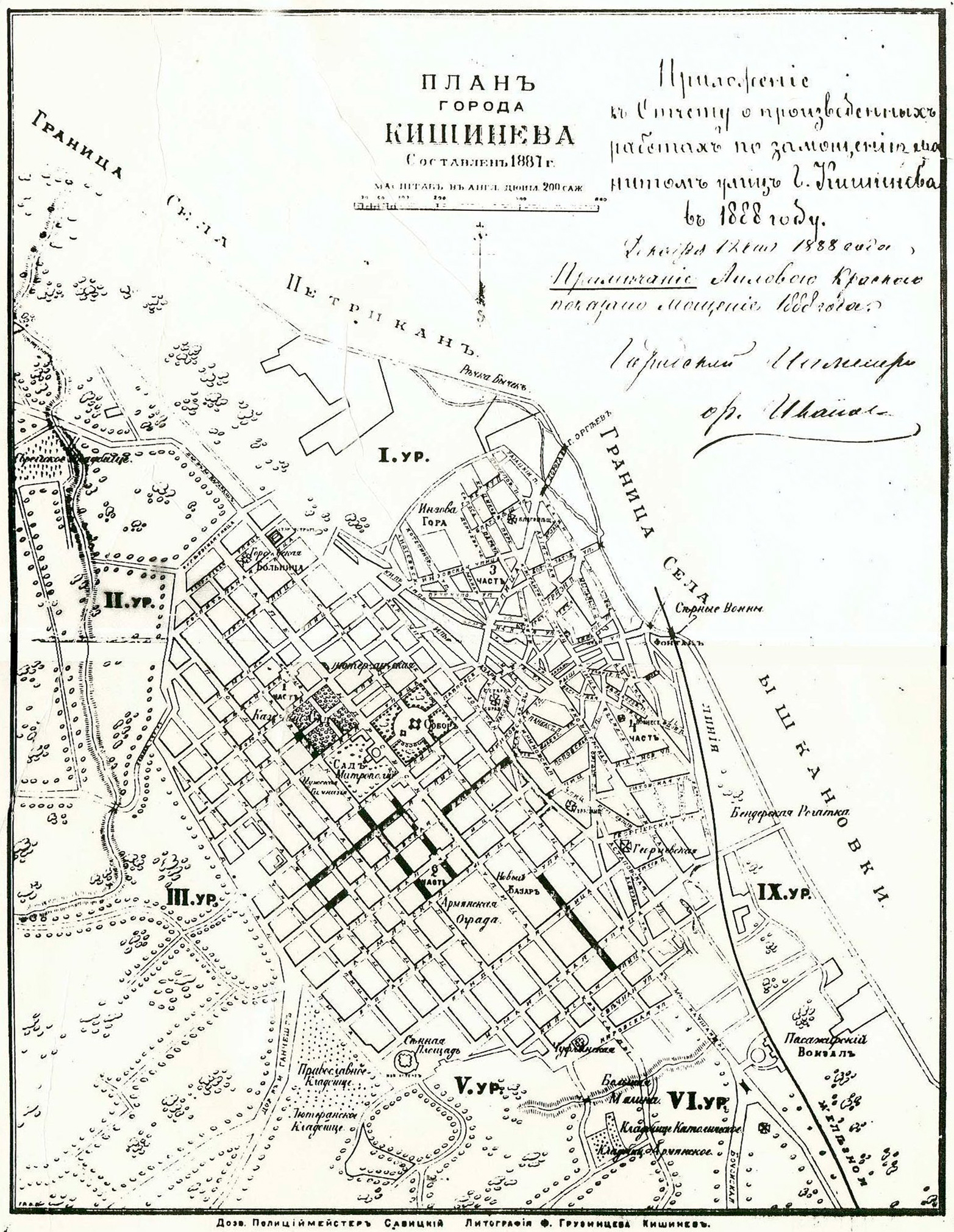
Planul Chișinăului în anul 1887

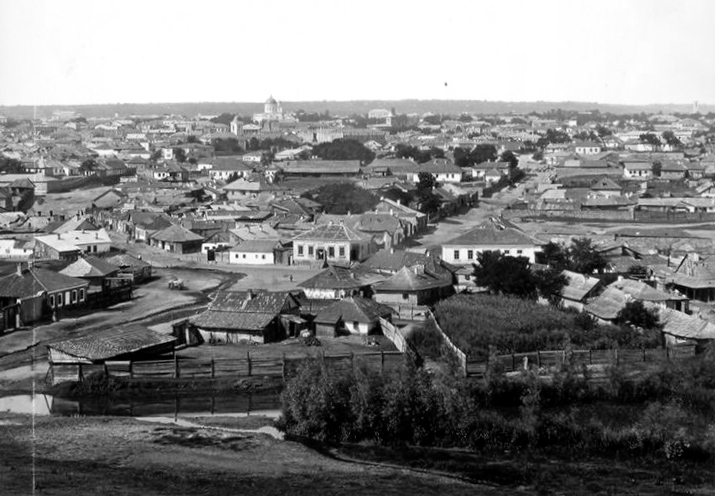
Chișinăul în 1889

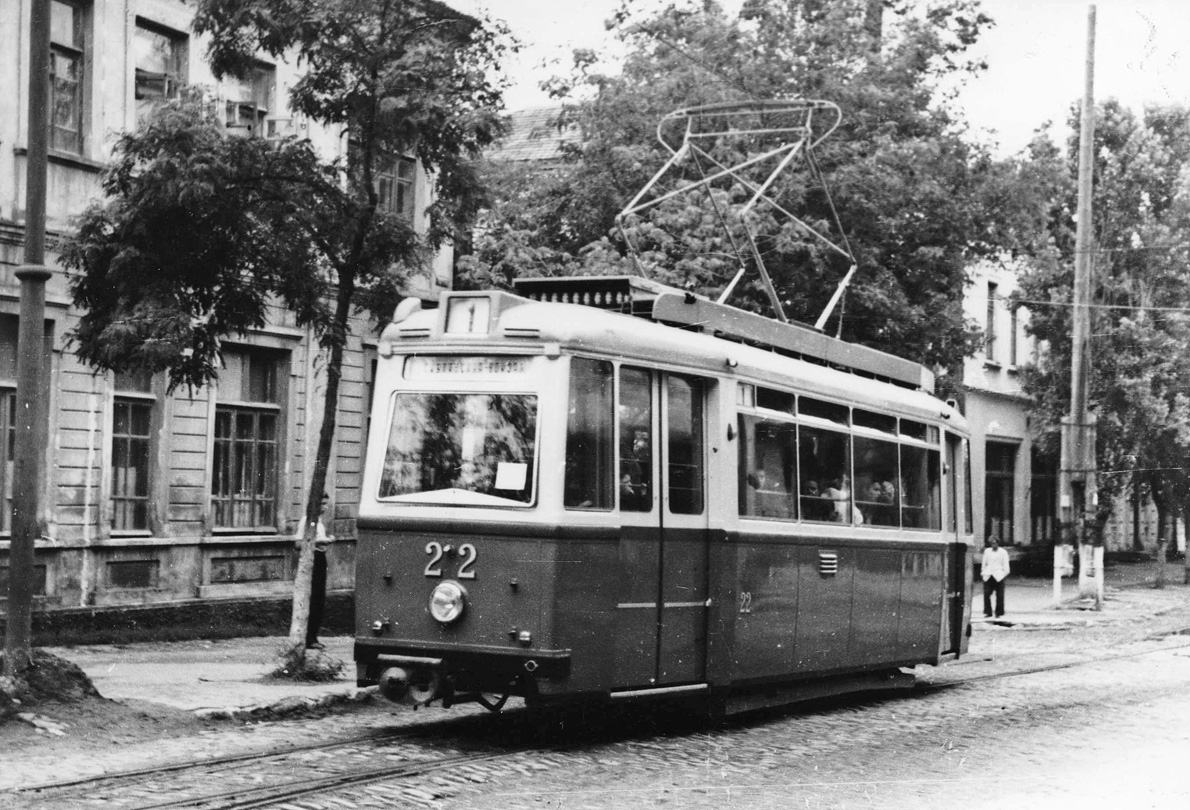
Tramvaiul din Chișinău

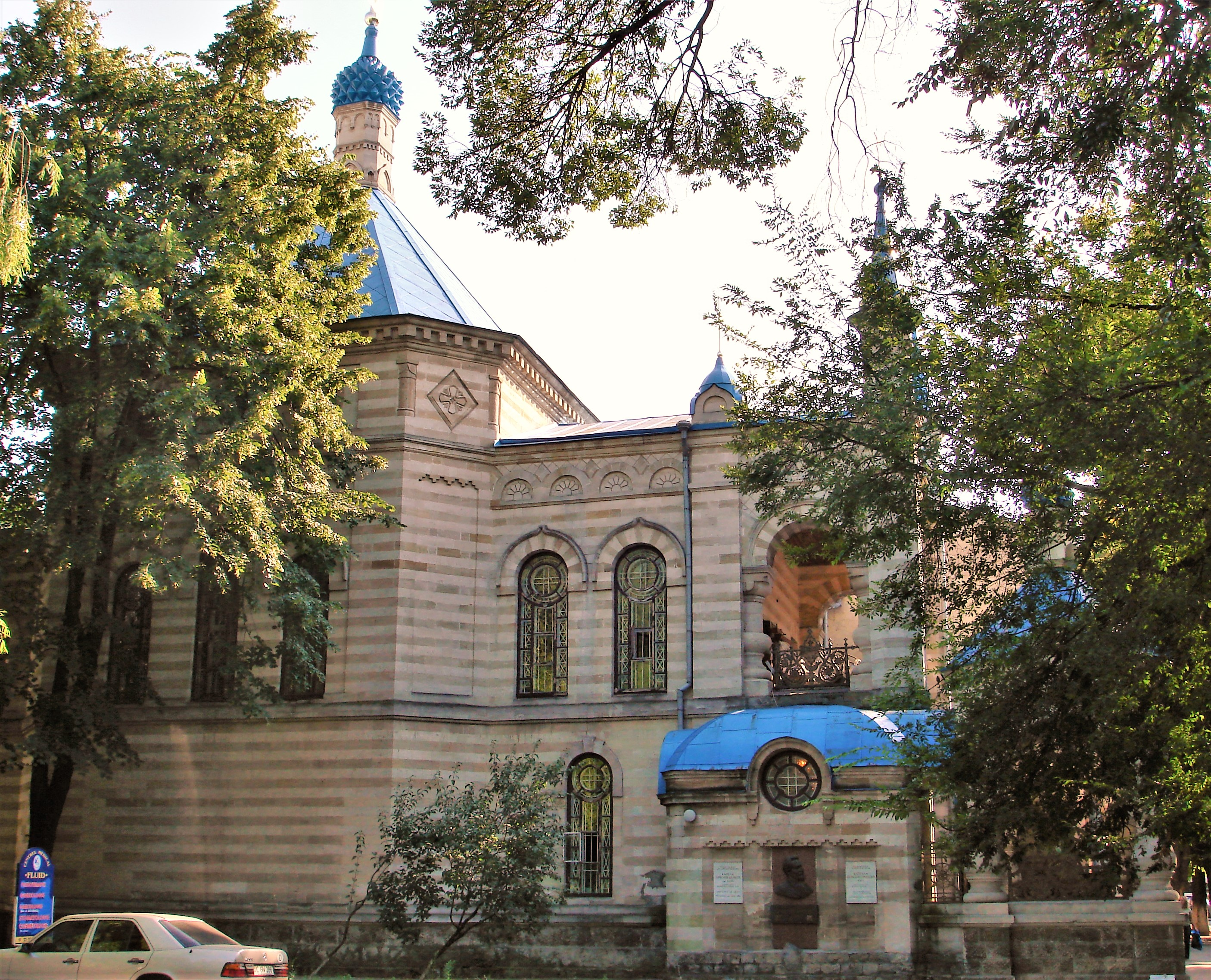
Capela Gimnaziului de Fete

- 1840: Înălțarea Bisericii Catolice și Arcului de Triumf (numit și Porțile Sfinte).
- 1842, iunie: Întemeierea Școlii Pomicole din Basarabia.
- 1847, 1 septembrie: La Liceul Regional din Chișinău este numit profesor de limbă română Gheorghe Bilevici.
- 1854: Lev Nicolaevici Tolstoi vizitează Chișinăul.
- 1856: Se încheie construcția Catedralei Sf. T. Tiron.
- 1866: Inaugurarea Gimnaziului de Fete.
- 1871, 15 august: Se inaugurează calea ferată Chișinău-Tiraspol.
- 1877, 20 septembrie: Alegerea lui Carol Schmidt primar al Chișinăului, în vremea căruia orașul a simțit o modernizare puternică.
- 1878: Se aprobă stema Chișinăului.
- 1882: Frații Măcărescu zidesc Biserica Sf. Mihail.
- 1885: Inaugurarea monumentului lui A. S. Pușkin.
- 1889: Punerea în funcție a tramvaiului cu cai.
- 1890: Transformarea Școlii de Pomicultură în Școala de vinificație.
- 1892, 15 decembrie: Se dă în exploatare prima tranșă a conductei de apă.
- 1893, 29 august: În Basarabia a avut loc un cutremur de pământ puternic, resimțit mai ales în localitățile sudice și centrale.
- 1895: Este finisată construcția Capelei Gimnaziului de Fete și a Capelei comunității grecești.
- 1896: Întemeierea Spitalului de Boli Infecțioase de către Toma Ciorbă.
- 1897, 23 august: A luat ființă Comisia Științifică de Arhivistică, condusă de N. Codreanu, director al Liceului Real, apoi de Paul Gore; secretar – istoricul Ioan Halippa.
- 1898, 8 martie: În sala Clubului Nobilimii corul Mitropoliei din Iași, condus de Gavriil Muzicescu, prezintă pentru prima oară două concerte cu piese corale religioase și cântece naționale.
- 1902, iulie: Greva muncitorilor de la morile cu abur.
- 1903: Scriitorul Vladimir Korolenko vizitează Chișinăul.
  - 6–8 aprilie: Primul pogrom evreiesc la Chișinău. În timpul lui au fost uciși 49 de oameni, răniți 586 și distruse 1500 de case și 660 prăvălii.
- 1904, 4 aprilie: Se ține prima ședință a Societății Istorico-Arheologice Bisericești.
- 1905, 11 martie: Greva muncitorilor tipografi și brutari.
- 1908:
  - 4 februarie: Societatea de Binefacere Basarabia prezintă la Chișinău opereta Cinel, Cinel. Rolurile au fost jucate de Gh. Madan, A. Dicescu, I. Suruceanu ș.a.
- 1909, 1 ianuarie: La Chișinău este pusă în funcțiune prima uzină electrică.
- 1910, 10 februarie: S-a născut Maria Cebotari, cântăreață de excepție, apreciată pe marile scene ale lumii.
- 1913: Este deschisă o linie a tramvaiului electric.
  - 5 martie: Are loc un congres religios, la care se hotărăște combaterea inochentismului și altor secte prin răspândirea Evangheliei, ținerea predicilor și cântărilor corale în biserici în limba română.
  - 21 iulie: Un ucaz imperial îngăduie săvârșirea sfintei liturghii în limba română. Cu acest prilej ziarul Cuvânt moldovenesc scrie că aceasta a fost o zi de sărbătoare națională a moldovenilor.
- 1914:
  - ianuarie: Aflarea la Chișinău a lui Vladimir Maiakovski.
  - 21 martie: La Tribunalul din Chișinău se judecă procesul directorului revistei Cuvânt moldovenesc N. Alexandri, învinuit de a fi publicat poezia La icoană de Alexandru Vlahuță.
- 1917:
  - 5 martie: Populația Basarabiei a aflat despre căderea țarismului, știre ținută în secret de guvernatorul Basarabiei. O telegramă oficială anunță: Basarabia nu mai este sub imperiu și de acum înainte toți se pot bucura de libertate.
  - 13 martie: Înființarea primului Soviet de deputați ai muncitorilor și soldaților la Chișinău; are loc o adunare la redacția revistei Cuvânt moldovenesc, unde este înaintată propunerea de a înființa Societatea Națională Moldovenească.
  - 26 martie: Se desființează vechea poliție țaristă din Chișinău; arhimandritul Gurie revine din exil.
  - 2 aprilie: Pan. Halippa preia oficial direcția ziarului Cuvânt moldovenesc, care apărea la Chișinău.
  - 3 aprilie: La Chișinău se înființează Partidul Național Moldovenesc.
  - 6 aprilie: Are loc Congresul Cooperatorilor din Basarabia, care aderă la programul Partidului Național Moldovenesc.
  - 10 aprilie: Are loc o mare întrunire a învățătorilor de toate naționalitățile din Basarabia.
  - 13 aprilie: Apare publicația rusească Свободная Бессарабия („Basarabia liberă”).
  - 21-24 aprilie: Are loc Congresul I Gubernial al Țăranilor din Basarabia.
  - 22 iunie: La Chișinău s-a constituit Comitetul Central al Ostașilor Moldoveni.
  - 2 septembrie: Se întemeiază Uniunea Elevilor Moldoveni din care au făcut parte Ion Bârcă, L. Bivol, Mihail Pelivan, frații P. și N. Popescu, Ionel Pelivan, Mihail Meleghi, Liza Ciubotaru ș.a.
  - 6 septembrie: Apare ziarul Soldatul moldovan, redactat de Iorgu Tudor, Mihail Minciună, Șt. Holban ș.a.
  - 8 septembrie: La Chișinău a fost inaugurată prima tipografie românească cu caractere latine a Societății Culturale Moldovenești.
  - 18 octombrie: La Chișinău au loc pregătiri pentru organizarea Congresului Ostașilor Moldoveni.
  - 2 decembrie: Sfatul Țării (organul reprezentativ al Basarabiei) proclamă Republica Democratică Moldovenească.
  - 4 decembrie: Înființarea organizației bolșeviste la Chișinău.
- 1918:
  - 1 ianuarie: Gruparea prorusească și bolșevică din oraș ocupă Gara feroviară, Poșta și Telegraful și publică un ordin prin care anunță că își asumă întreaga putere și că unitățile militare și instituțiile trebuie să asculte de dispozițiile sale și nu de cele a generalului Șcerbaciov. Detașamente înarmate ale Frontotdel-ului, conduse de N. Kabak, au dezarmat în Gara Chișinău unitatea celor cca. 1.000 de ardeleni.
  - 1 - 10 ianuarie: Chișinăul se află sub autoritate dublă: bolșevici pe de o parte și Sfatul Țării pe de alta.
  - 5 ianuarie: Forțele bolșevice (FrontOtdel-ul), în frunte cu Perper, Levinson, Kotovski și Kabac, preiau controlul asupra unei părți a Chișinăului. Ei arestează mai mulți deputați ai Sfatului Țării. În cursul serii Blocul Moldovenesc din Sfatul Țării se întrunește și ia hotărârea să trimită o nouă delegație la Iași pentru a cere intervenția Armatei Române.
  - 9 ianuarie: Toți voluntarii ardeleni, închiși la Chișinău de către FrontOtdel, sunt eliberați de reprezentanții Sfatului Țării.
  - 12 ianuarie: Delegația autorităților moldovenești, care a întâmpinat trupele române la Strășeni, adresează populației Chișinăuene un apel în care se comunică condițiile în care trupele române sunt întâmpinate în Basarabia.

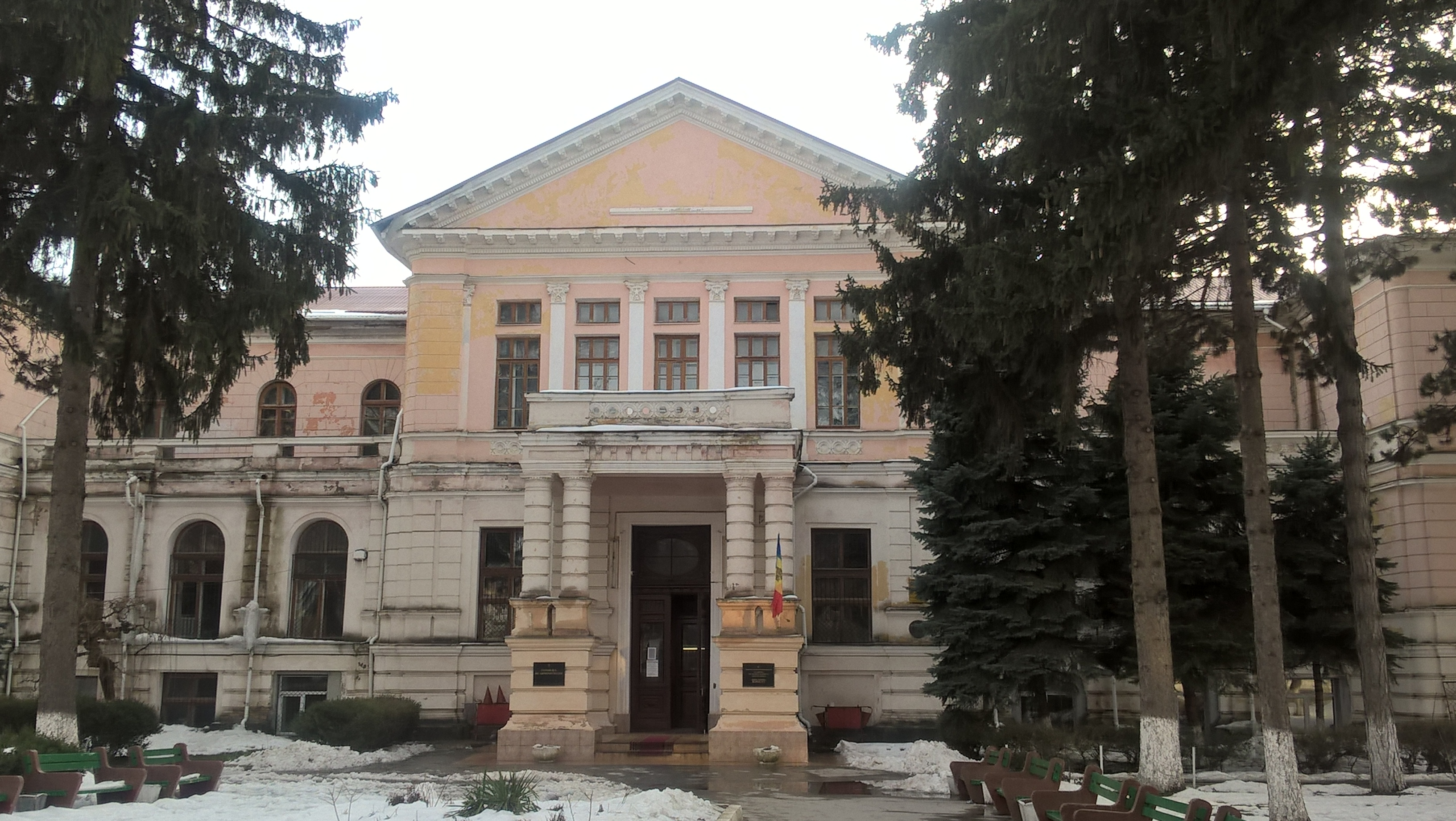
Sediul Sfatului Țării

- - 13 ianuarie: Trupele române sub conducerea generalului Broșteanu, intră în Chișinău.

- - 19 ianuarie: Este format noul Guvern al Republicii Democratice Moldovenești condus de Daniel Ciugureanu.
  - 24 ianuarie: Este proclamată independența Republicii Democratice Moldovenești.
  - 20 martie: Artiști din Iași joacă la Chișinău Baba Hârca de M. Millo, Cinel, Cinel și Florin și Floricica de V. Alecsandri.
  - 25 martie: George Enescu organizează la Chișinău o serie de concerte.
  - 26 martie: Alexandru Marghiloman, primul ministru al României, vizitează Chișinăul, însoțit de o delegație numeroasă.
  - 27 martie (9 aprilie stil vechi): Sfatul Tării adoptă unirea Basarabiei cu România. La 27 martie 1918 stil vechi / 9 aprilie 1918 stil nou - are loc Unirea Basarabiei cu România.
  - 12 aprilie: George Enescu prezintă încă un concurs la Chișinău, cu concursul Olimpiei Bârsan.
  - 4 iulie: Se extinde legea pentru organizarea poliției din România și în Basarabia. La Chișinău se constituie Prefectura de poliție și circumscripții polițienești.
  - 12 iulie: La Chișinău un grup de intelectuali pun bazele Societății de Editură Luceafărul.
  - 15 iulie: Se inaugurează tipografia România nouă, întemeiată de profesorul Onisifor Ghibu.
  - 22 iulie: Arhimandritul Dionisie Erhan este numit vicar al Eparhiei Chișinăului.
  - 1 septembrie: Apare revista Răsăritul, editată de I. Manolescu, președinte al Caselor Naționale, și poetul I. Soricu.
  - 3 septembrie: Se întemeiază prima școală primară de aplicație pe lângă Seminarul Teologic din Chișinău.
- 1919:
  - 1 ianuarie: Este înființat Conservatorul Unirea, căruia mai târziu i se vor asocia Conservatorul Național (1927) și cel Municipal (1936).
  - 10 iulie: La Chișinău este inaugurată editura și librăria Glasul Țării.
  - 31 iulie: Societatea muzicală Graiul neamului, sub conducerea profesorului Traian Iustin Popovici, întemeiază o secție pentru iubitorii de muzică – Conservatorul Național, care a contribuit timp de două decenii la pregătirea cadrelor în acest domeniu.
  - 1 septembrie: Este înființat Liceul Militar Regele Ferdinand, care a instruit generații de ofițeri.
- 1920:
  - 21 februarie: Congresul general al Eparhiei îl alege pe P.S. S.Dionisie Tighineanu vicar al Arhiepiscopiei Chișinăului și a Hotinului.
  - 26 septembrie: La Chișinău apare cotidianul Dreptatea, condus de C. Noe și Hr. Dăscălescu.
- 1921:
  - 29 iulie: Apare (sub conducerea lui Șt. Stelian) Funcționarul, organ al Asociației Generale a Funcționarilor Publici din Basarabia.
  - 25 septembrie: Apare ziarul Viața Basarabiei.
- 1925:
  - 8 septembrie: La Chișinău se deschide prima[necesită citare] expoziție din Basarabia, în prezența regelui Ferdinand, reginei Maria, primului-ministru I. C. Brătianu, altor membri ai guvernului și delegaților din orașele și satele basarabene.
  - noiembrie: Henri Barbusse vizitează Chișinăul.
- 1926, 1 iunie: Reapare cotidianul România nouă sub direcția lui O. Ghibu.
- 1927:
  - 8 noiembrie: Are loc deschiderea solemnă a Facultății de Teologie din Chișinău.

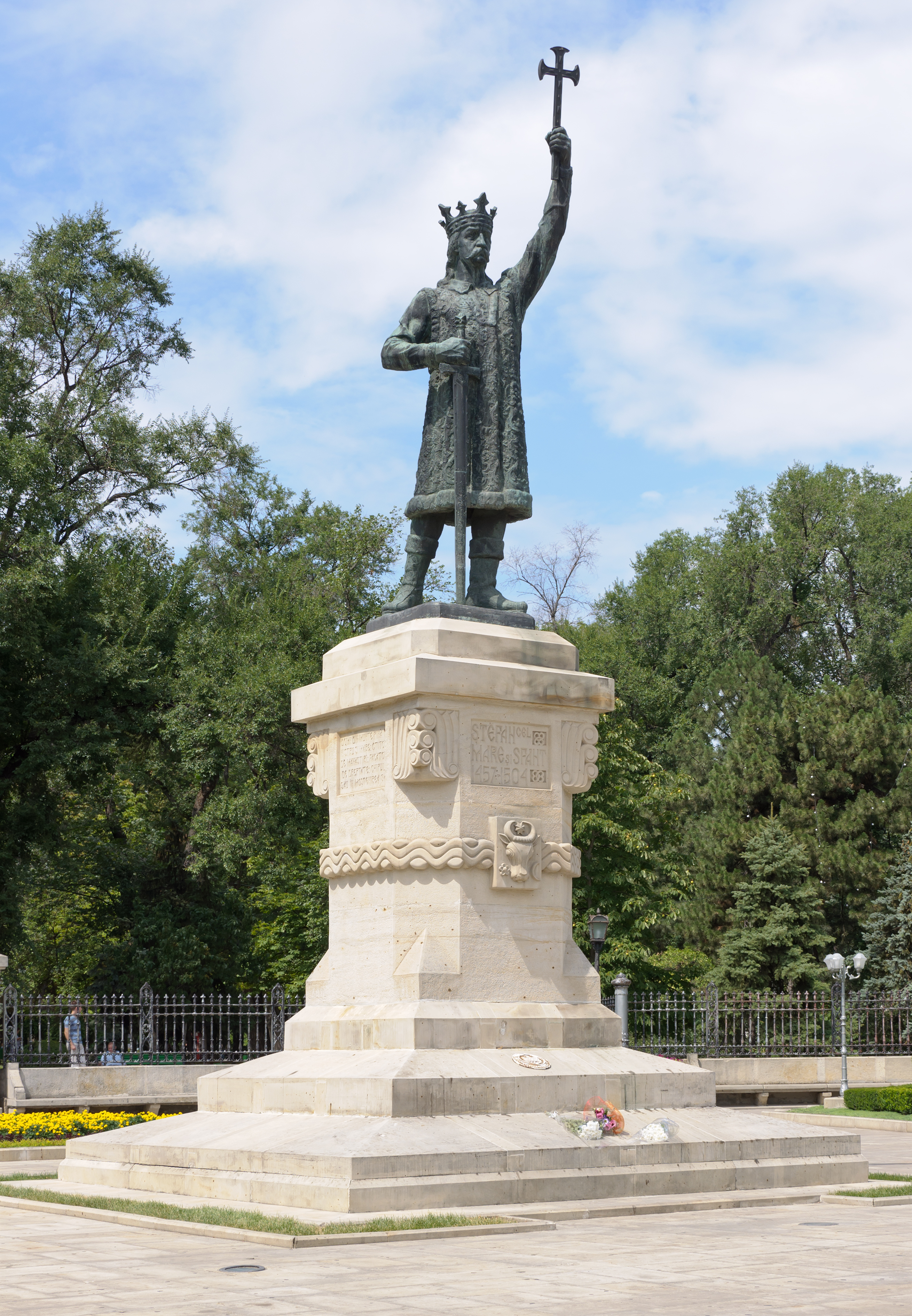
Monumentul lui Ștefan cel Mare

- 1928, 29 aprilie: Dezvelirea monumentului lui Ștefan cel Mare (sculptor Alexandru Plămădeală).
- 1930, 24 ianuarie: Are loc o demonstrație a muncitorilor care cereau unirea cu URSS, inspirată de Comintern.
- 1933:
  - 9 aprilie: Se adoptă hotărârea de a transfera Facultatea de Științe Agricole de la Iași la Chișinău.
- 1940:
  - 28 iunie: Basarabia este ocupată de URSS; monumentul lui Ștefan cel Mare este evacuat la Vaslui.
  - 12 iulie: La Chișinău se sinucide profesorul Al. Oatu, care nu a mai putut suporta regimul de teroare sovietic.
  - august: Este înființată Uniunea Pictorilor din RSSM.
  - 2 august: Formarea RSSM cu capitala la Chișinău.
  - 23 august: Este deschis Institutul Pedagogic din Chișinău.
  - septembrie: Apariția primului număr al ziarului Sovietskaia Moldavia; deschiderea Institutului Agricol M. V. Frunze la Chișinău.
  - 27 septembrie: Apariția primului număr al ziarului Moldova Socialistă la Chișinău.
  - octombrie: Întemeierea Conservatoriului de Stat din Chișinău; înființarea Uniunii Compozitorilor din Moldova.
  - noiembrie: Deschiderea Muzeului de Arte Plastice; înființarea Filarmonicii de Stat.

- 1941:

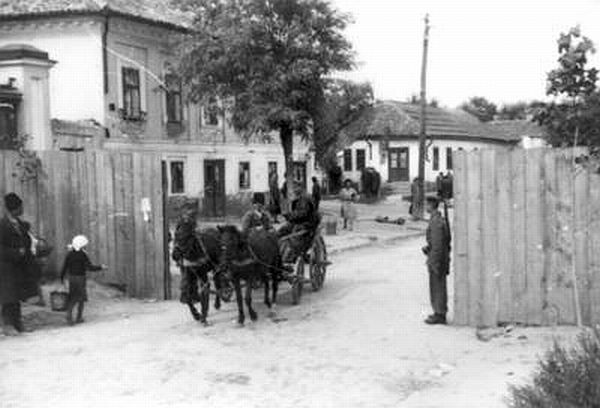
Ghetoul din Chișinău, 1941

  - 6 - 8 ianuarie: Are loc Congresul I al Partidului Comunist din Moldova.
  - 22 iunie: Operațiile militare ale celui de-al doilea război mondial trec și pe teritoriul Basarabiei.
  - 9 iulie: Lupte grele continuă în masivul Cornești. Unitățile sovietice se pregătesc să dea foc orașului Chișinău și să-l prefacă în ruine.
  - 16 iulie: Fortele armatei Române intră în Chișinău.
  - 3 septembrie: Prin legea organizării provinciilor Basarabia și Bucovina, se înființează Guvernământul Basarabiei cu sediul la Chișinău.
- 1942, 25 august: Monumentul lui Ștefan cel Mare este readus la Chișinău.
- 1943:
  - 21 martie: Reapare vechiul ziar Cuvânt moldovenesc, sub direcția lui L. T. Boga și redacția lui Iorgu Tudor.
- 1944:
  - 20 august: Monumentul lui Ștefan cel Mare este evacuat pentru a doua oară, de data aceasta la Craiova.
  - 20 - 24 august: Are loc operația militară Iași-Chișinău.
  - septembrie: Este dată în exploatare Fabrica de Mobilă nr. 1.
  - 4 septembrie: Este dat în exploatare Combinatul de Tutun din Chișinău.
  - octombrie: Este întemeiată Biblioteca Republicană pentru Copii „Aleksandr Pușkin”; este dată în exploatare Fabrica de Cofetărie nr. 1; intră în funcțiune Stația Republicană de Telegraf.
- 1945:
  - aprilie: Deschiderea Magazinului Central Universal.
  - 30 iulie: Are loc Congresul I al Arhitecților din RSSM.
  - 13 august: Înființarea ansamblului academic de dansuri populare „Joc”.
  - octombrie: Deschiderea Institutului de Medicină din Chișinău; darea în exploatare a Fabricii de Confecții  „Ionel”.
  - 3 octombrie: Deschiderea Teatrului Republican de Păpuși „Licurici”.
- 1946:
  - ianuarie: Darea în exploatare a Uzinei de Armătură și Panouri Mari nr. 1.
  - 1 octombrie: Deschiderea USM.
- 1948, 24 februarie: A avut loc Congresul I al Artiștilor Plastici din RSSM; deschiderea hotelului Moldova.
- 1949:
  - septembrie: Punerea în funcțiune a primei linii de troleibuz.
  - octombrie: Organizarea Stației Seismice Chișinău a AȘM; înființarea orchestrei de muzică populară moldovenească Fluieraș.
  - 6 octombrie: Fondarea filialei în Moldova a AȘ din URSS.

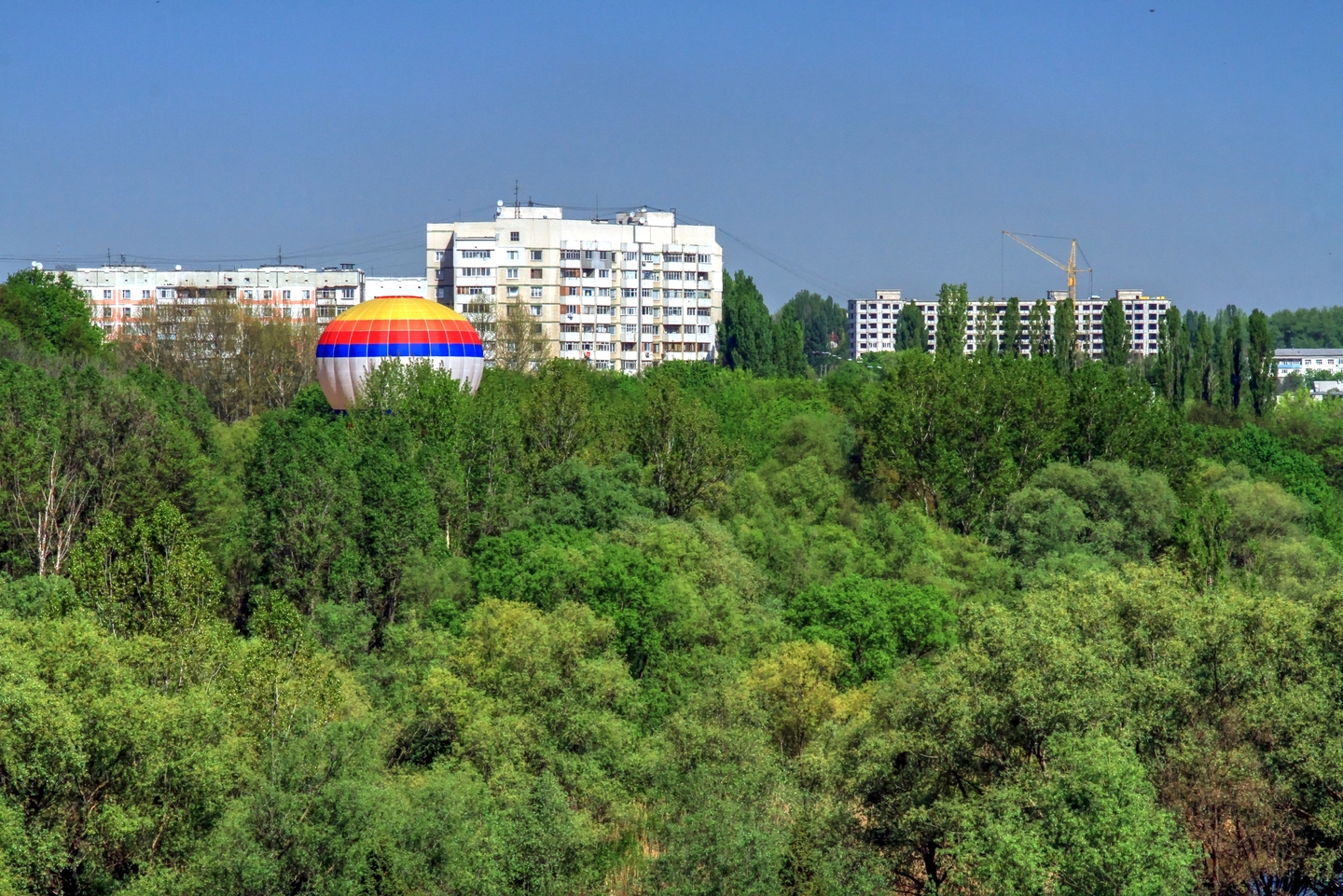
Grădina Botanică

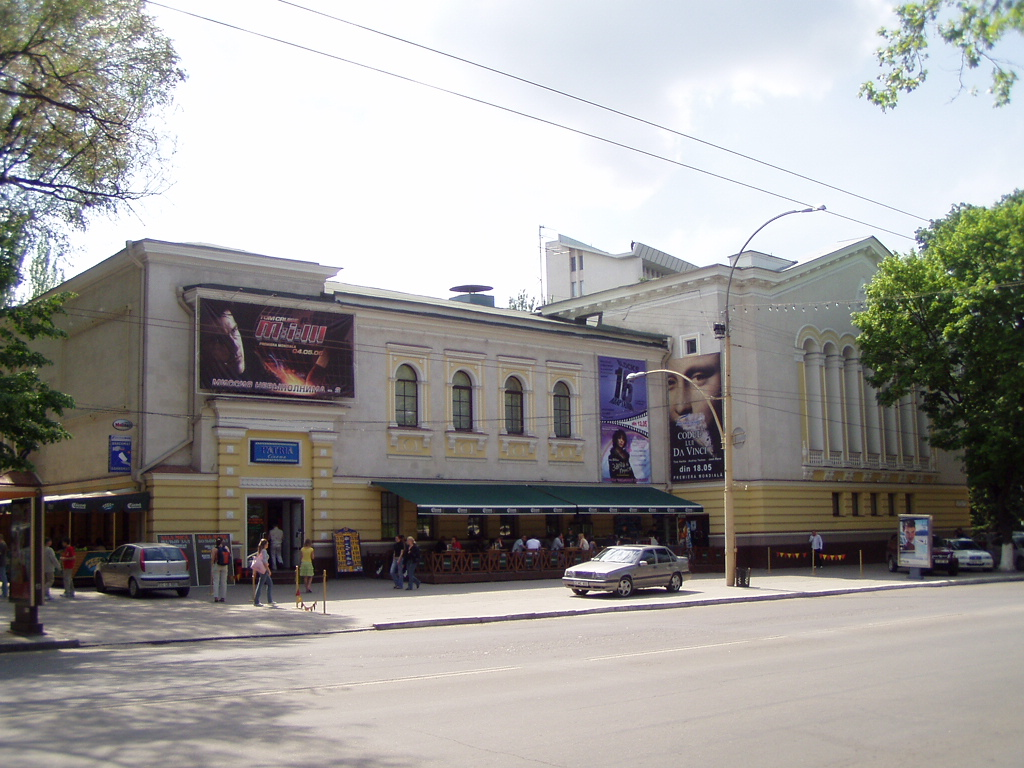
Cinematograful Patria

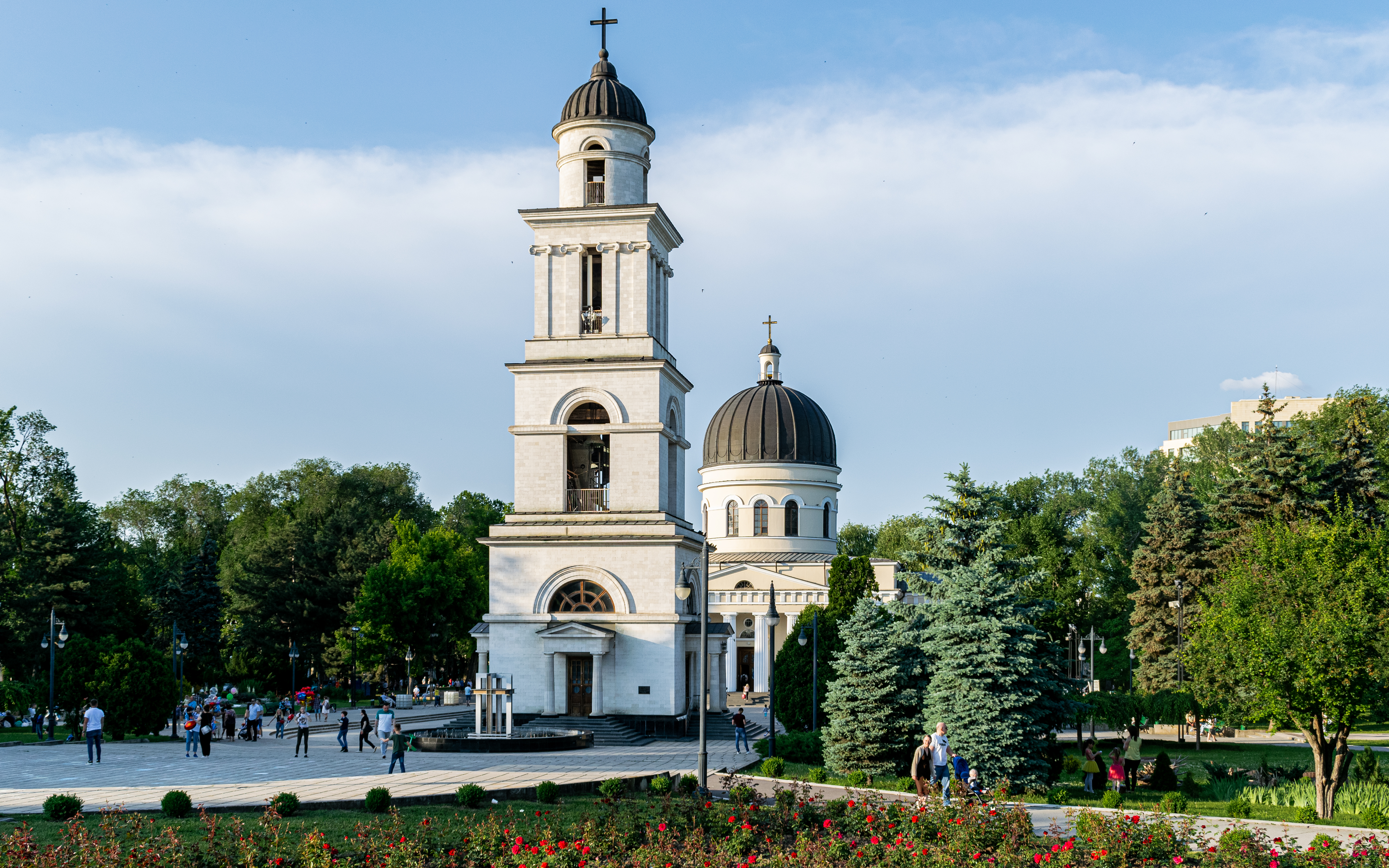
Clopotnița Catedralei din Chișinău

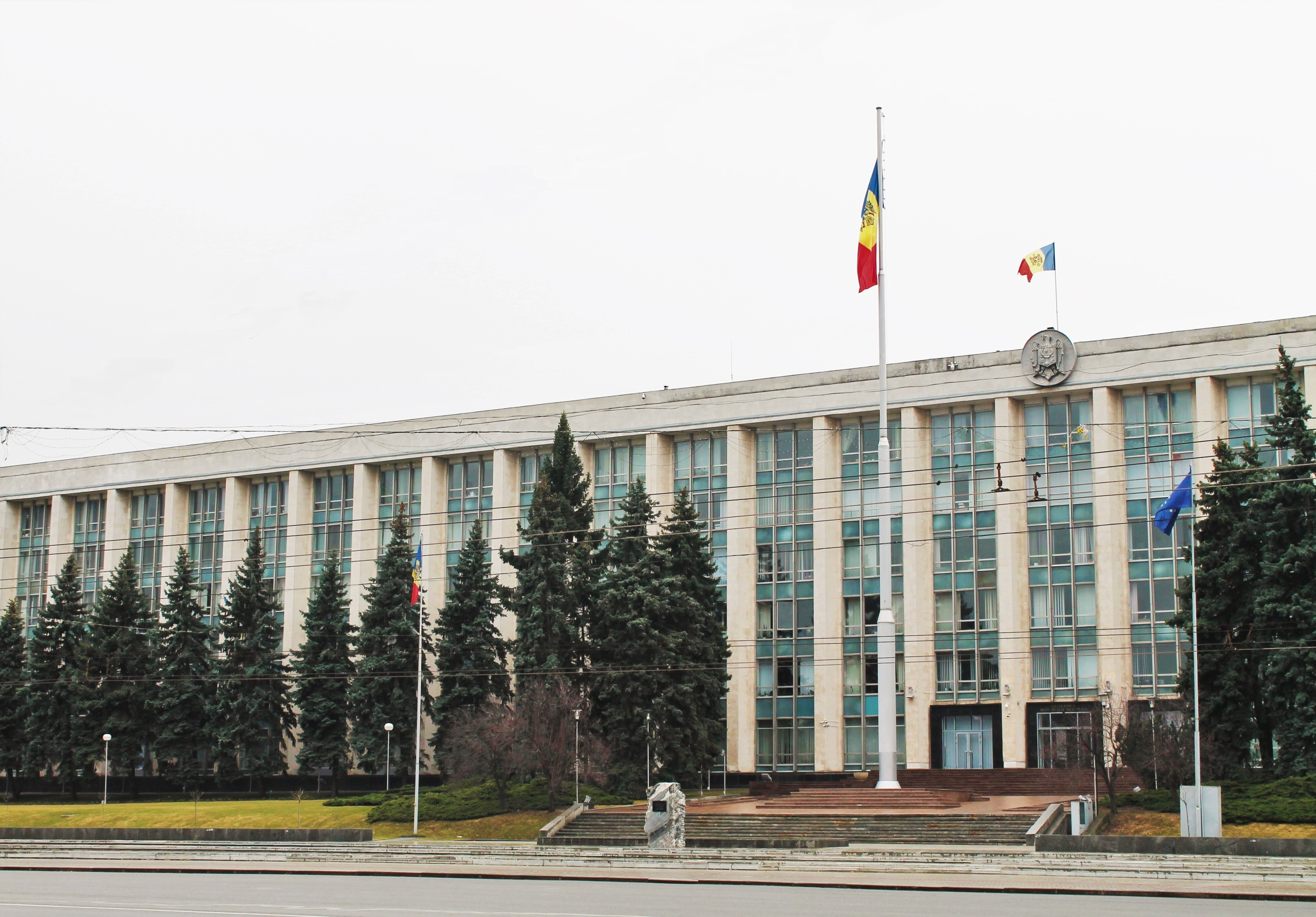
Casa Guvernului

- 1950, 2 aprilie: Întemeierea Grădinii Botanice a AȘM.
- 1952:
  - 26 aprilie: Crearea studioului cinematografic Moldova-Film.
  - 25 august: Inaugurarea Stadionului Republican.
  - 27 decembrie: Deschiderea cinematografului Patria
- 1954, 26 - 27 august: A avut loc Congresul I al Scriitorilor din RSSM.
- 1955: Deschiderea Spitalului Clinic Republican pentru Copii.
- 1956:
  - 28 ianuarie - 2 februarie: Are loc Congresul I al Compozitorilor din RSSM.
  - august: Are loc Congresul I al Învățătorilor din RSSM.
  - 9 octombrie: Deschiderea la Chișinău a Expoziției Agricole a RSSM.
- 1957, iulie: Inaugurarea Teatrului de Operă și Balet.
- 1958:
  - martie: Înființarea Asociației Teatrale Moldovenești (azi Uniunea Oamenilor de Teatru).
  - 29 aprilie: Este inaugurată Aleea Clasicilor din Chișinău.
  - 30 aprilie: Este difuzată prima emisiune a Televiziunii moldovenești.
  - decembrie: Înființarea Institutului de Limbă și Literatură a AȘM.
- 1959, 7 ianuarie: Are loc Congresul I al Jurnaliștilor din RSSM.
- 1961:
  - 2 august: Transformarea Filialei Moldovenești a AȘ a URSS în Academia de Științe a RSSM.
  - 17 octombrie: Lansarea primului tractor la Uzina de Tractoare din Chișinău.
- 1962:
  - 4 - 5 octombrie: Are loc Congresul I al Cineaștilor din RSSM.
  - 22 - 23 decembrie: Distrugerea clopotniței Catedralei din Chișinău.
- 1963, februarie: Organizarea Asociației de producție Zorile.
- 1964:
  - 28 aprilie: Înființarea Institutului Politehnic S. Lazo.
  - 9 mai: Înființarea Institutului de Matematică cu Centrul de Calcul al AȘM; finisarea construcției clădirii Casa Guvernului.
- 1965, 29 aprilie: Inaugurarea cinematografului Moscova.
- 1966, iulie: Înființarea Combinatului de Vin și Coniac; apariția primului număr al revistei Moldova.
- 1967, martie: Are loc ediția I a Festivalului Internațional Muzical Mărțișor; darea în exploatare a conductei magistrale de gaz natural Șebelinca – Odesa – Chișinău.
- 1970: Crearea ansamblului de muzică populară Lăutarii.
- 1970 - 1981: Editarea Enciclopediei Sovietice Moldovenești (opt volume).
- 1971: Inaugurarea Palatului de Cultură a Sindicatelor din Moldova.
- 1972:
  - 20 - 22 septembrie: Are loc Festivalul Internațional de Filme cu Tematică Agricolă.
  - 30 noiembrie: Organizarea Camerei de Comerț și Industrie a RSSM.
- 1973, 5 octombrie: Inaugurarea Casei-muzeu A. Șciusev.
- 1974, octombrie: Inaugurarea Palatului Octombrie (azi Palatul Național).
- 1975, 1 ianuarie: Punerea în funcțiune a Tipografiei Centrale; Stabilirea relațiilor de prietenie și colaborare cu orașul francez Grenoble.
- 1976: Întemeierea Asociației de Producție Floare.
- 1977:
  - ianuarie: Înfiinațarea editurii Literatura artistică.
  - martie: Întemeierea Grădinii Zoologice din Chișinău; apariția primului număr al săptămânalului Literatura și arta.
- 1978:
  - septembrie: Finisarea construcției hotelului Inturist (azi hotelul Național).

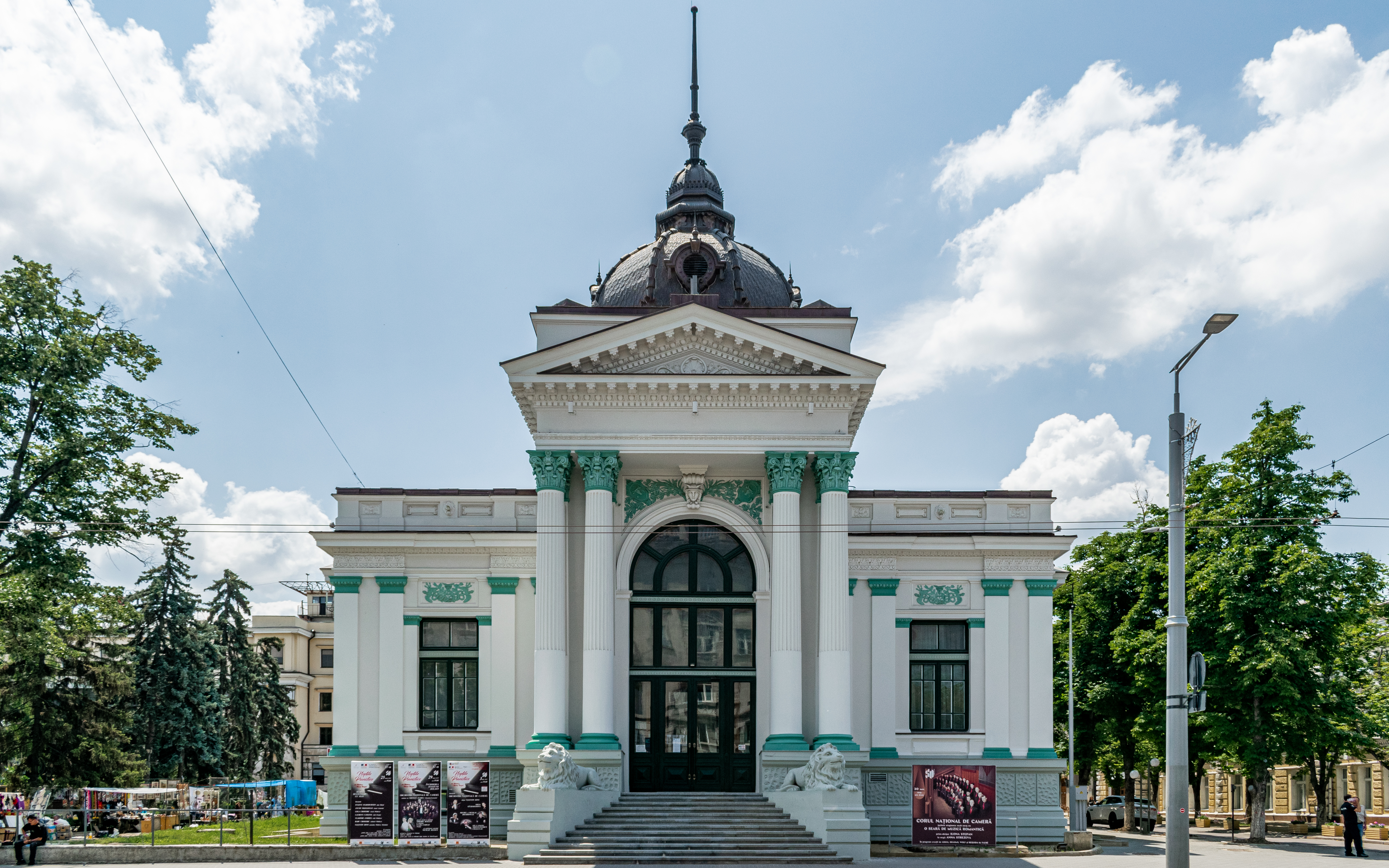
Sala cu Orgă

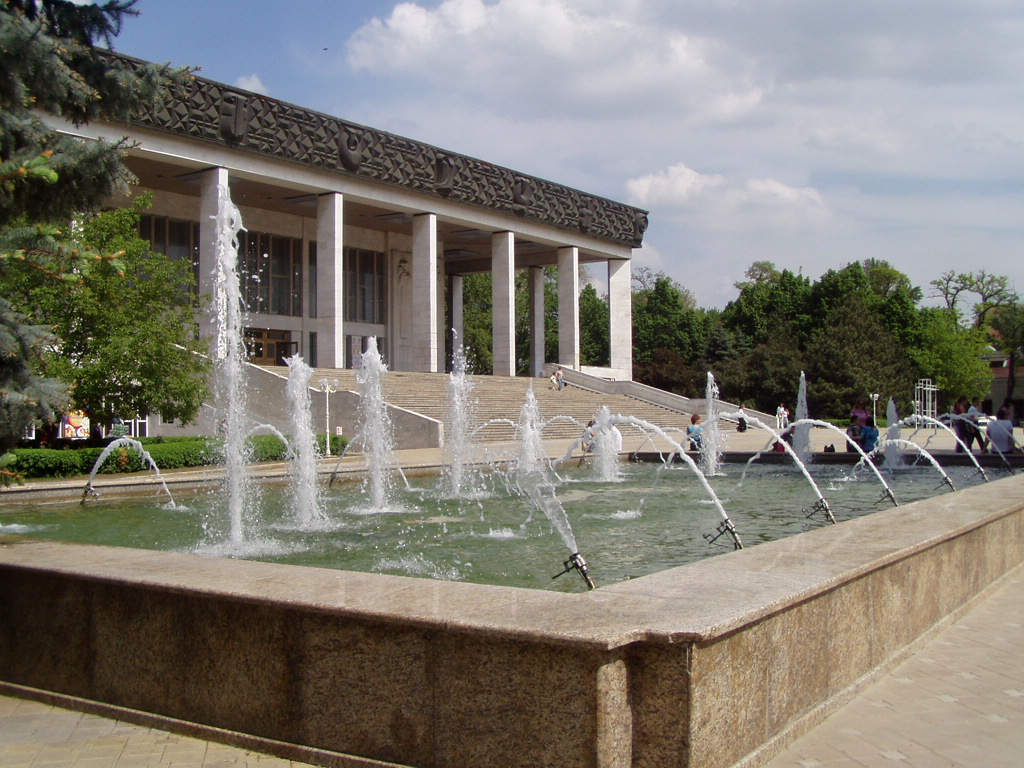
Teatrul de Operă și Balet

- - 15 septembrie: Inaugurarea Sălii cu Orgă.
- 1980, 5 aprilie: Inaugurarea noii clădiri a Teatrului de Operă și Balet.
- 1982, 25 aprilie: Deschiderea Circului de Stat din Chișinău.
- 1983, iulie: Deschiderea Centrului Republican de Ocrotire a Sănătății Mamei și Copilului.
- 1989, 31 august: Monumentul lui Ștefan cel Mare este reinstalat la locul inițial; inscripțiile sale autentice au fost restabilite.
- 1990: Restabilirea instituției de primar. Primul primar a fost Nicolae Costin.
  - 1 decembrie: Inaugurarea monumentului Lupoaica capitolină, instalat în fața Muzeului Național de Istorie a Moldovei.
- 1996:
  - 6 octombrie: Jubileul de 560 de ani al Chișinăului; sunt inaugurate două monumente în cinstea lui Mihai Eminescu: pe bd. Ștefan cel Mare și Sfânt (în fața hotelului Moldova) și pe Aleea Clasicilor.
  - 22 decembrie: Sunt inaugurate monumentul mitropolitului Petru Movilă la intersecția bd. Ștefan cel Mare cu str. Petru Movilă și Casa Cărții Petru Movilă.

## Sursă
- Chișinău. Enciclopedie (pag. 556–564) – Chișinău, 1997.